# Иванов-Грамен, Николай Константинович
Николай Константинович Иванов-Грамен (литературный псевдоним — Грамен) (1885—1961) — советский журналист, писатель, редактор журнала «Крокодил» (1928—1930). Один из старейших советских сатириков.

## Биография
Родился в 1895 с. Лебяжье Семипалатинской области (Российская империя). Чтобы не затеряться среди тысяч своих однофамильцев, Николай Константинович Иванов придумал себе псевдоним Н. Грамен, тем более что из с. Лебяжье Семипалатинской губернии, в том же году, вышел ещё один писатель-однофамилец — Всеволод Иванов.
Первые публицистические выступления Н. Иванова в 1905 году заметил и одобрил Максим Горький. Начал печататься с 1906 года.
Позже, стоял у истоков «Окон сатиры РОСТА». Самое первое «Окно РОСТА» нарисовал штатный сотрудник РОСТА художник Михаил Черемных, подписи к рисункам сочинил журналист Николай Иванов (под псевдонимом Грамен). В «Окнах РОСТА» судьба свела его с В. Маяковским. В 1919—1921 годах был в руководстве РОСТА.
Печатался в «Красной газете» (1920), «Современнике» (1922), «Журналисте» (1926—1927), «Рабочий химик» (1929) и др.
Н. Иванов-Грамен был одним из организаторов и активных сотрудников журнала «Крокодил», в котором печатался под этим псевдонимом до своей кончины в 1961 году.
В 1928—1930 годах был вместе с Феликсом Коном соредактором журнала «Крокодил».
Участник Великой Отечественной войны, получил тяжелое ранение.
После войны продолжил сотрудничество с журналом «Крокодил».
Умер в 1961 году. Урна с прахом захоронена в колумбарии на Донском кладбище.

## Творчество
Печатался в газетах, «Крокодиле» и других сатирических журналах с фельетонами и сатирическими рассказами на злобу дня, в том числе с элементами фантастики.
В юмористических библиотеках вышло с десяток небольших сборников его сатиры.

## Избранные произведения
- «Гадючки с лапками», М. «Огонек», 1928
- «Твердые понятия». М.-Л., издательство ЗИФ (Земля и фабрика), 1925.
- «Способные ребята». М.-Л., издательство ЗИФ (Земля и фабрика), 1926.
- «Скрытая пружина». Крокодил, 1950